# Bramming Hovedgård
Bramming Hovedgård er en herregård beliggende ved Bramming i Sydvestjylland. Hovedbygningen er fra 1786 opført i vestjysk klassicisme. Den er i dag hjemsted for Sydvestjyllands Efterskole.

## Historie
Bramming Hovedgård blev grundlagt den 17. juni 1572, da Kristen Nielsen Lange – en halvadelige mand, da hans far var adelig og hans mor var bondedatter – fik tildelt Bramming landsby som fæstegårde af kongen.
Den lille Vestergård i Bramming blev sløjfet til fordel for en passende bolig for Kristen Lange. Bramminggård var dermed bygget. Den gik i arv til sønnen Ivar Lange. I 1643 brændte gården, og Ivar Lange kom i økonomisk nød og måtte tvangssælge den til Erik Krag i 1651. Erik Krag blev herre til både Bramminggård, Endrupholm, Kærgård og Varhogård i Gørding. Han genopførte gården som en trelænget bindingsværksgård i 1653.
Disse omfattende jordudvidelser betød øget vedligehold af hovedgården – hvilket på dette tidspunkt blev udført af bønderne, som en del af deres skatter. Bønderne i Gørding nægtede dog det øgede hoveri, men deres protester hjalp ikke meget. Bramminggårds hovedaktivitet var i lighed med mange andre jyske gårde studedrift. Dette krævede mindre arbejde end på de sjællandske kornmarker. I stedet betalte bønderne særlige hoveriskatter. En opgørelse i slutningen af det 18. århundrede viser, at 30% af de sjællandske bønder havde sådanne aftaler i modsætning til 45% i Jylland. De jyske bønder havde således mindre tvangsarbejde, men skatterne tyngede, og det stod frit for herremanden, hvor meget han ville kræve. Ved salget i 1677 til Johan Rantzau talte herregården 270 tdr. land.
I 1694 flyttede Kai Lykke 70 år gammel ind på Bramminggård hos sin steddatter Sofie Amalie Friis – Johan Rantzaus anden kone. Her boede han til sin død i en færdselsulykke på vej hjem fra Endrupholm.
Den sidste repræsentant for en adelsslægt, der boede på Bramminggård, var Henrik Christian Wormskiold, der havde købt gården i 1749. Hans enke, Ingeborg Christiane de Teilman, solgte i 1761 gården til Rasmus Øllgård, en bondesøn fra Ølgod, der havde arbejdet sig op som købmand. I 1786 byggede Terman Øllgård den nuværende hovedbygning, og gav Bramminggård navnet Bramming Hovedgård. Driften var stadig baseret på stude. Bramming Hovedgård forblev i Øllgård slægten til den gik på tvangsaktion i 1882. Herefter var det slut med almindelig landbrugsdrift. Under ejeren Gustav Valdemar Sørensen solgtes de 270 tdr. jord fra til Ribe Udstykningsforening i 1915, så der kun var 30 tdr. jord tilbage. Store dele af det nuværende Bramming ligger på de gamle Bramminggårds marker.
I 1814 kom der en ny skolelov, der påbød godsejere at opføre skole, med tilhørende lærebeboelse og et passende stykke jord, normalt 8-10 tdr. land. På den baggrund opførte Terman Øllgård i 1823 sognets første skole i Nørå, der var sognets daværende tyngdepunkt. Fra skolen har man bevaret en døroverligger i gnejs.
I 1925 overtog kunstmaleren Marius Skov gården, som han siden solgte til Paul Lund, nu med kun 13 tdr. jord tilbage.
Paul Lund indrettede gården til vandrerhjem, som fungerede i mange år, på nær nogle år under besættelsestiden, hvor den tyske hær brugte den som kaserne. Paul Lund boede under besættelsen i Egtved, hvor han var engageret i modstandsarbejdet. Han blev overbevist kommunist, men arbejdede stadig aktivt for kristendommen gennem KFUM og Indre Mission. Efter at være vendt hjem tog han imod flygtningebørn fra Sovjetunionen, som tak fik han den Røde Stjerne af styret i Moskva. Efter krigen var Bramming Hovedgård i en elendig forfatning, og krigsskadeserstatningen rakte ikke langt. Trods sine økonomiske kvaler drev han Bramming Hovedgård som hotel (ikke vandrerhjem) frem til sin død i 1981. Paul Lund lagde stor vægt på stedets historie og på at give gæsterne en herrregårdsoplevelse.
Herefter blev der indrettet en indremissionsk efterskole med Inger og Vagn Gimm som forstanderpar. Under Sydvestjyllands Efterskole er der blevet tilføjet en del bygninger og lavet omfattende renovering.

## Ejerliste
- (1569-1604) Christen Nielsen Lange ~ Barbara Vind.
- (1604-1609) Barbara Vind.
- (1609-1649) Iver Lange (sa. Christen Lange) ~ Inger Hvass.
- (1649-1651) Christen Lange m.fl.
- (1651-1672) Erik Krag ~ Vibeke Rosenkrantz
- (1672-1674) Vibeke Rosenkrantz
- (1674-1677) Joachim Schack.
- (1677-1708) Johan Rantzau ~ Christina Babara Friis/Sophie Amalie Friis. (Kai Lykke boede her 1697-1699)
- (1708-1731) Christian Rantzau-Friis (sa. Johan Rantzau) ~ Anne Benedicte Steensen.
- (1732-1748) Christian Carl Gabel ~ Anne Benedicte Steensen (enke af Christian Rantzau).
- (1749-1760) Henrik Christian Wormskiold (købt af Anne Benedicte Steensen; adlet 1727 Worm→Wormskjold) ~ Ingeborg Christiane de Teilman
- (1761-1770) Rasmus Øllgaard (Webside ikke længere tilgængelig) (købt af Ingeborg Christiane de Teilman) ~ Ingeborg Margrethe Termansdatter.
- (1770-1775) Ingeborg Margrethe Termansdatter.
- (1775-1827) Terman Øllgård.(sa. Ingeborg Margrethe Termansdatter)
- (1827-1840) Ingeborg Margrethe Fabricius [2] (brordatter T. Øllgaard).
- (1840-1857) Terman Øllgård Fabricius (sa. Ingeborg og Vilhelm Fabricius)~ Theodora Muusmann.
- (1857-1865) Theodora Muusmann.
- (1865-1882) Vilhelm Fabricius [3] (sa. T. Øllgaard) ~ Andrea Theodora Muusman (kusine på mors side).

(Tvangsauktion i 1882).
- (1882-1883) H.J. Hansen
- (1883-1892) Jens Lund
- (1892) Alfred Leidersdorff
- (1892-1895) Erik Christensen
- (1895) Christian Hartmann
- (1895-1915(1925)) Gustav Valdemar Sørensen (Sælger jorden til Ribe Amts udstykkerforeing 1915)
- (1925-1939) Marius Skov ~ Cathrine Christensen.
- (1939-1982) Paul Lund (til sin død) ~ Agnes Lund.
- (1943-1947) Paul Lund bor i Egtved pga tyske soldater på gården 1943
- (1947) flygtningelejr for 34 russiske børn
- (1982 -) Sydvestjyllands Efterskole

## Eksterne kilder og henvisninger
1. ↑  Sydvestjyllands Efterskole
2. ↑  Ingeborg Margrethe Fabricius (Webside ikke længere tilgængelig) på wibred.mono.net
3. ↑  Vilhelm Fabricius (Webside ikke længere tilgængelig) på wibred.mono.net

55°29′8.3″N 8°41′48.21″Ø / 55.485639°N 8.6967250°Ø